# Sortlack (Kreis Friedland/Bartenstein)
Sortlack (kein russischer Name bekannt) war ein Ort in der russischen Oblast Kaliningrad (Gebiet Königsberg (Preußen)). Seine Ortsstelle liegt im Bereich des Munizipalkreises Rajon Prawdinsk mit Sitz in Prawdinsk (deutsch Friedland (Ostpreußen)).

## Geographische Lage
Die Ortsstelle von Sortlack liegt in der südlichen Mitte der Oblast Kaliningrad, zwei Kilometer südlich der früheren Kreisstadt Friedland (Prawdinsk) bzw. 23 Kilometer nordöstlich der 1927 in Kraft gesetzten und heute auf polnischem Hoheitsgebiet gelegenen Kreismetropole Bartenstein (Bartoszyce).
Die Fundamente des Ortes liegen jetzt unter dem Wasser des Reihersees (russisch Prawdinsker Stausee), den hier die Lawa (deutsch Alle) bildet.

## Geschichte
Bei Sortlack hat es sich bis 1945 um einen Gutsort gehandelt, der mit dem Ort Mertensdorf (russisch Tjomkino) im ostpreußischen Kreis Friedland verbunden war. Als frühere Namen sind bekannt: vor 1419 Pasortlawken, nach 1419 Surgelauken, Sortlacken, nach 1533 Sorlauken sowie nach 1785 Sortlack. Das Gut Sortlack war im Besitz  verschiedener Eigentümer, darunter die Familie Goltz. Im Jahre 1905 waren in Sortlack 51 Einwohner gemeldet.
Als im Jahre 1945 in Kriegsfolge Ostpreußen geteilt wurde, gehörte Sortlack zum nördlichen Teil, der an die Sowjetunion abgetreten wurde und seither die Oblast Kaliningrad bildet. Ob Sortlack noch eine russische Bezeichnung trug, ist nicht bekannt, wie überhaupt sich die Spur des Ortes verliert. Irgendwann hat sich das Wasser vom Stausee her durch ein Dammloch einen Weg gebahnt und dann den Ort Sortlack überfklutet. Seine Fundamente liegen heute unter Wasser. Der Ort Sortlack gilt heute als Wüstung.

## Kirche
Bis 1945 war Sortlack in die evangelische Kirche Friedland (Ostpreußen) (heute russisch Prawdinsk) in der Kirchenprovinz Ostpreußen der Kirche der Altpreußischen Union, außerdem in die römisch-katholische Kirche Friedland (bis 1931: Tapiau (russisch Gwardeisk)) im damaligen Bistum Ermland eingepfarrt.

## Verkehr
Die Ortsstelle Sortlack liegt an der Kreisstraße 27A-149, die von Prawdinsk über Tjomkino (Mertensdorf) nach Rjabinino (Korwlack) in das russisch-polnische Grenzgebiet verläuft und vor 1945 bis in das heute polnische Ostre Bardo (Klingenberg) führte.